# Shahid Ahmad Kamal

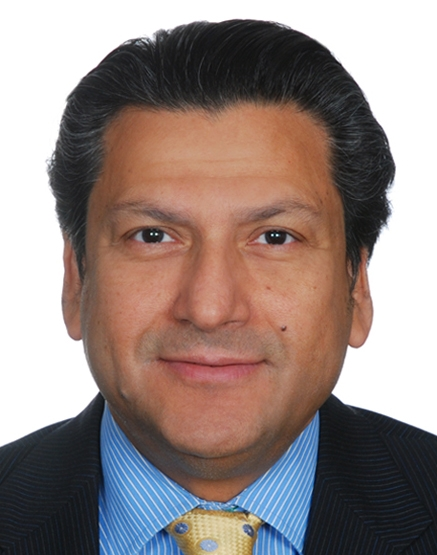
Shahid Ahmad Kamal (2009)

Shahid Ahmad Kamal (* 1. Januar 1952) ist ein pakistanischer Diplomat. Von 2007 bis 2012 war er pakistanischer Botschafter in Deutschland.

## Leben
Er studierte Wirtschaft, Diplomatie und Internationale Beziehungen an der Government College University Lahore, an der University of London sowie am Institut international d’administration publique in Paris. In Politikwissenschaft und Geschichte erwarb er einen Master-Abschluss der University of the Punjab in Lahore. 1977 trat er in den diplomatischen Dienst Pakistans ein. Er arbeitete für das pakistanische Außenministerium in Islamabad mit dem Schwerpunkt Indien. Es folgten Tätigkeiten als zweiter Sekretär in der pakistanischen Botschaft in Paris und der pakistanischen UN-Mission New York City. In New York war er von 1984 bis 1986 als pakistanischer Konsul tätig. 1986 und 1987 arbeitete er als erster Sekretär für die ständige Vertretung Pakistans bei den Vereinten Nationen in New York.
Es folgte ab 1987 ein Einsatz als Unterabteilungsleiter im pakistanischen Außenministerium. Von 1991 bis 1994 arbeitete er als leitender Berater im Außenministerium und Staatssekretär beim Premierminister. In der Zeit von 1995 bis 1997 war er an die Organisation der Islamischen Konferenz abgeordnet und wirkte dort als Direktor der politischen Abteilung.
1998 bis 2000 war er an der pakistanischen Botschaft in Washington, D.C. in den Vereinigten Staaten. 2001 wurde er pakistanischer Botschafter in Stockholm in Schweden. Weitere Akkreditierungen bestanden in Estland, Finnland und Lettland. Im Jahr 2005 wurde er beigeordneter Staatssekretär, bis er im September 2007 pakistanischer Botschafter in Deutschland wurde. Dieses Amt hatte er bis Januar 2012 inne.
Von Februar 2012 bis März 2013 arbeitete er als Berater beim Ausschuss für wissenschaftliche und technologische Zusammenarbeit der Organisation für Islamische Zusammenarbeit. Ab März 2013 wirkte er als Berater des Rektors des COMSATS Institute of Information Technology.